# ギーゼラ (小惑星)
ギーゼラ (352 Gisela) は、小惑星帯にある小惑星で、フローラ族に分類される。また非常に大きいアルベドの値を持つ。
1893年1月12日にマックス・ヴォルフがハイデルベルクで発見し、ヴォルフの妻にちなんで命名された。